# Dieffenbachia seguine
Espèce
Synonymes
- Arum crudele Salisb.[1]
- Arum regnium Rodschied ex G.F.Mey.[1]
- Arum seguine Jacq.[2] [1]
- Caladium maculatum Lodd.[2] [1]
- Caladium pictum Lodd.[2]
- Caladium seguine (Jacq.) Vent.[1]
- Dieffenbachia amoena hort. ex Gentil[2]
- Dieffenbachia barraquiniana Verschaff. & Lem.[1]
- Dieffenbachia cognata Schott[1]
- Dieffenbachia decora Engl.[1]
- Dieffenbachia gigantea Verschaff.[1]
- Dieffenbachia illustris Voss[1]
- Dieffenbachia jenmanii Veitch ex Regel[1]
- Dieffenbachia lineata K.Koch & C.D.Bouché[1]
- Dieffenbachia maculata (Lodd.) Sweet[1]
- Dieffenbachia maculata Camille[2]
- Dieffenbachia neglecta Schott[1]
- Dieffenbachia picta Schott[2] [1]
- Dieffenbachia robusta K.Koch[1]
- Dieffenbachia seguine f. barraquiniana (Verschaff. & Lem.) Engl.[1]
- Dieffenbachia variegata Engl.[1]
- Dieffenbachia wallisii Linden[1]
- Seguinum maculatum (Lodd.) Raf.[1]
- Spathiphyllum pictum W.Bull[1]

Dieffenbachia seguine est une espèce de plantes de la famille des Araceae. Cette espèce originaire d'Amérique du Sud est utilisée principalement pour son feuillage attractif, comme plante d'ornement dans les jardins des régions tropicales et comme plante d'appartement dans les régions plus froides. En plus des variétés, les horticulteurs ont créé de nombreux cultivars dont le feuillage est diversement panaché.

## Description
Elles peuvent atteindre 2 à 2,5 m. Les feuilles sont très caractéristiques car d'aspect marbrées, de deux couleurs (jaune et vert). Elles sont entières (non découpées) et veinées de jaune. Le pétiole entoure la tige à la base.

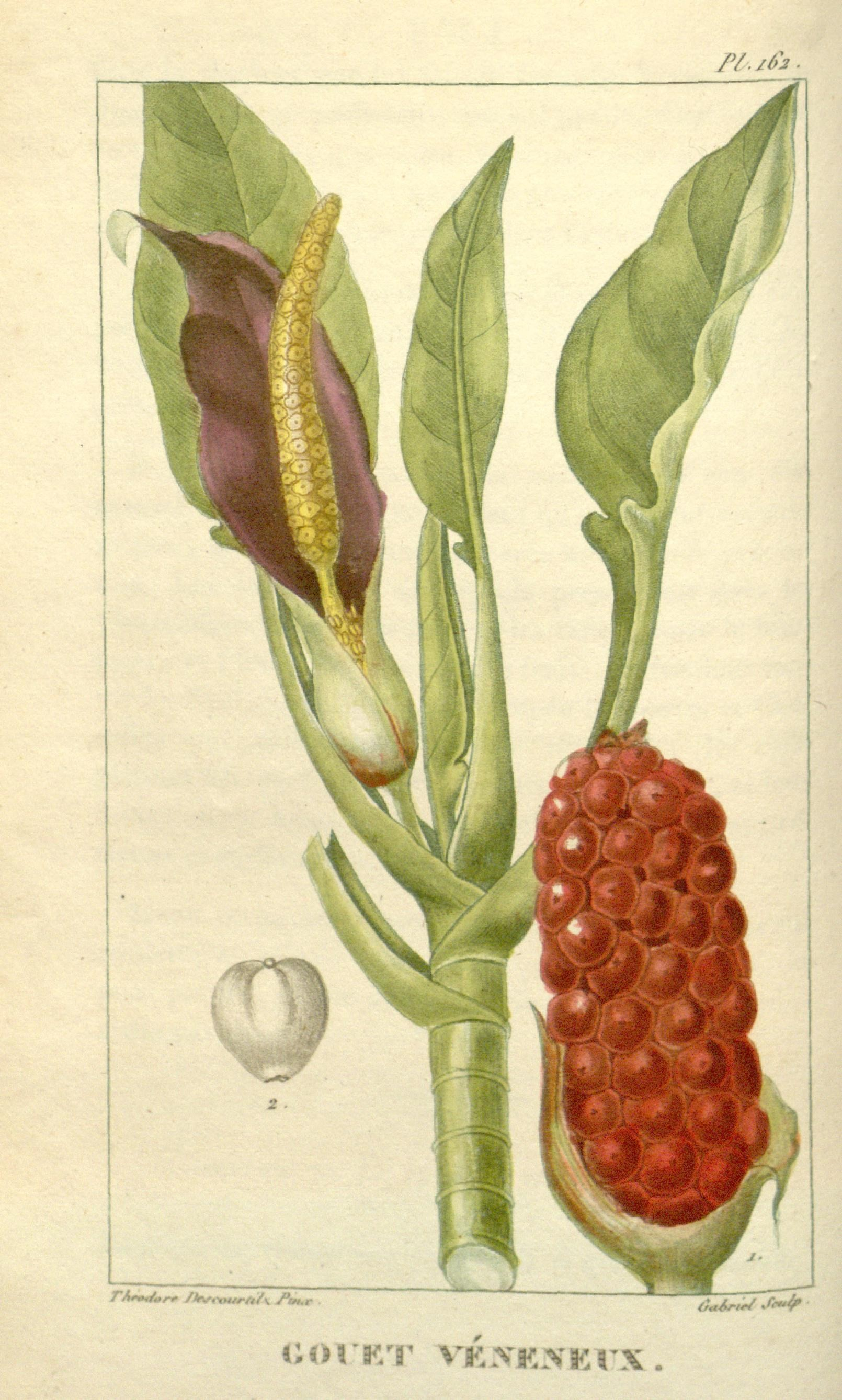
Planche botanique de 1827
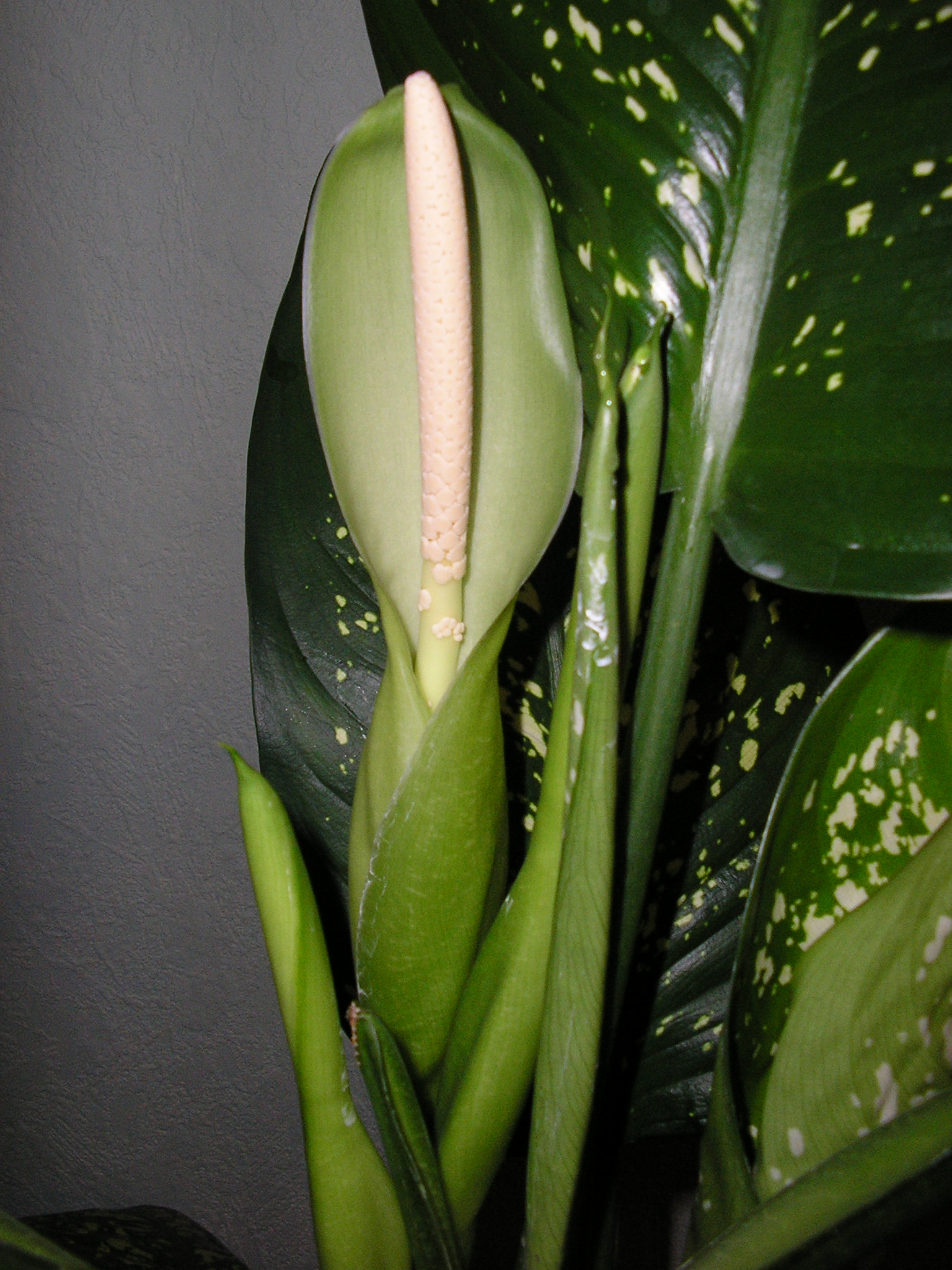
Inflorescence
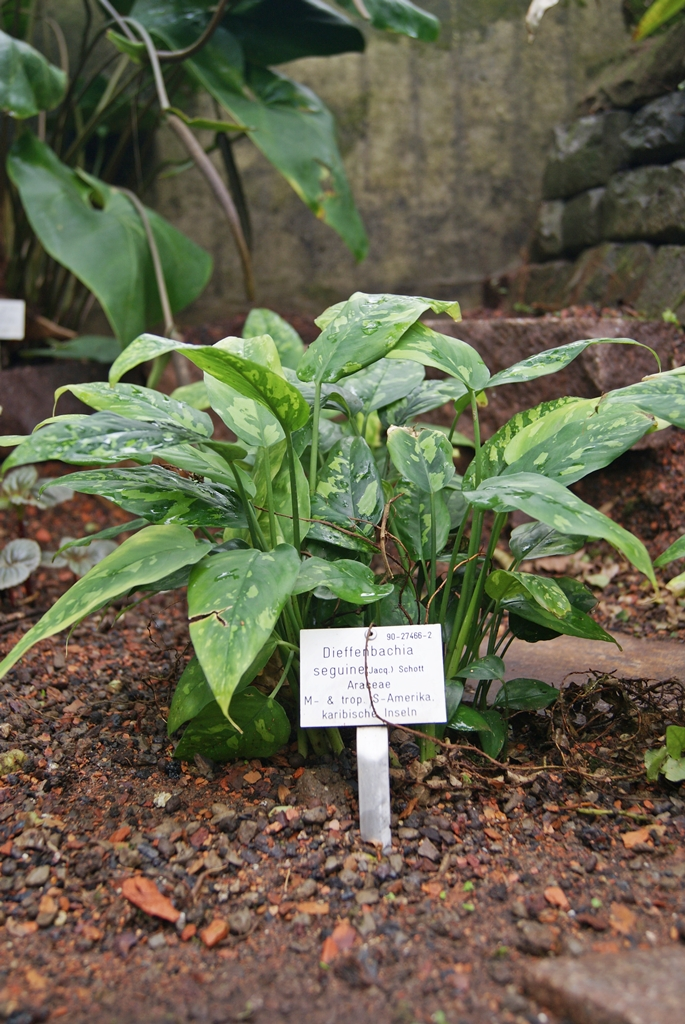
Forme simple
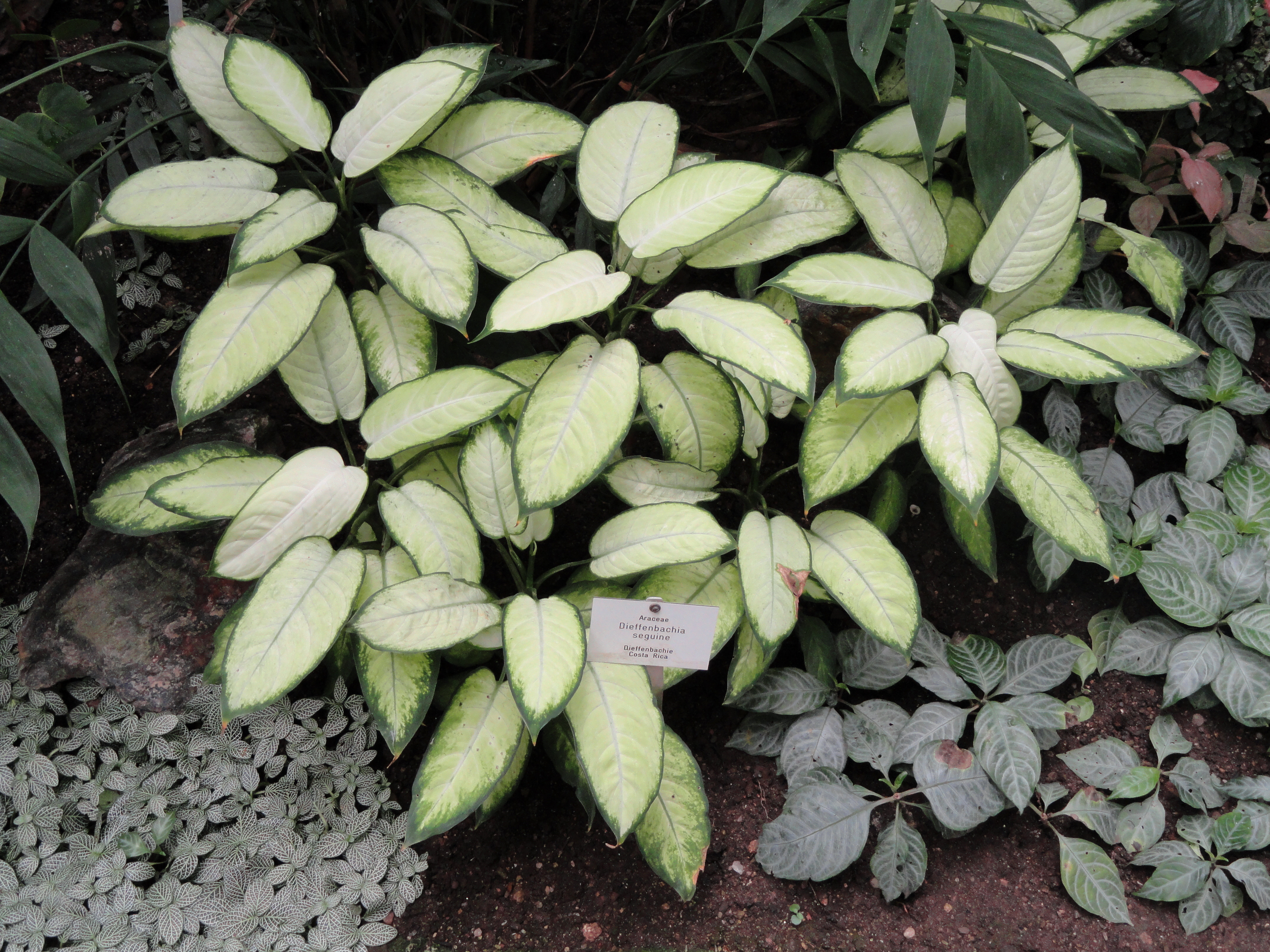
Forme décolorée
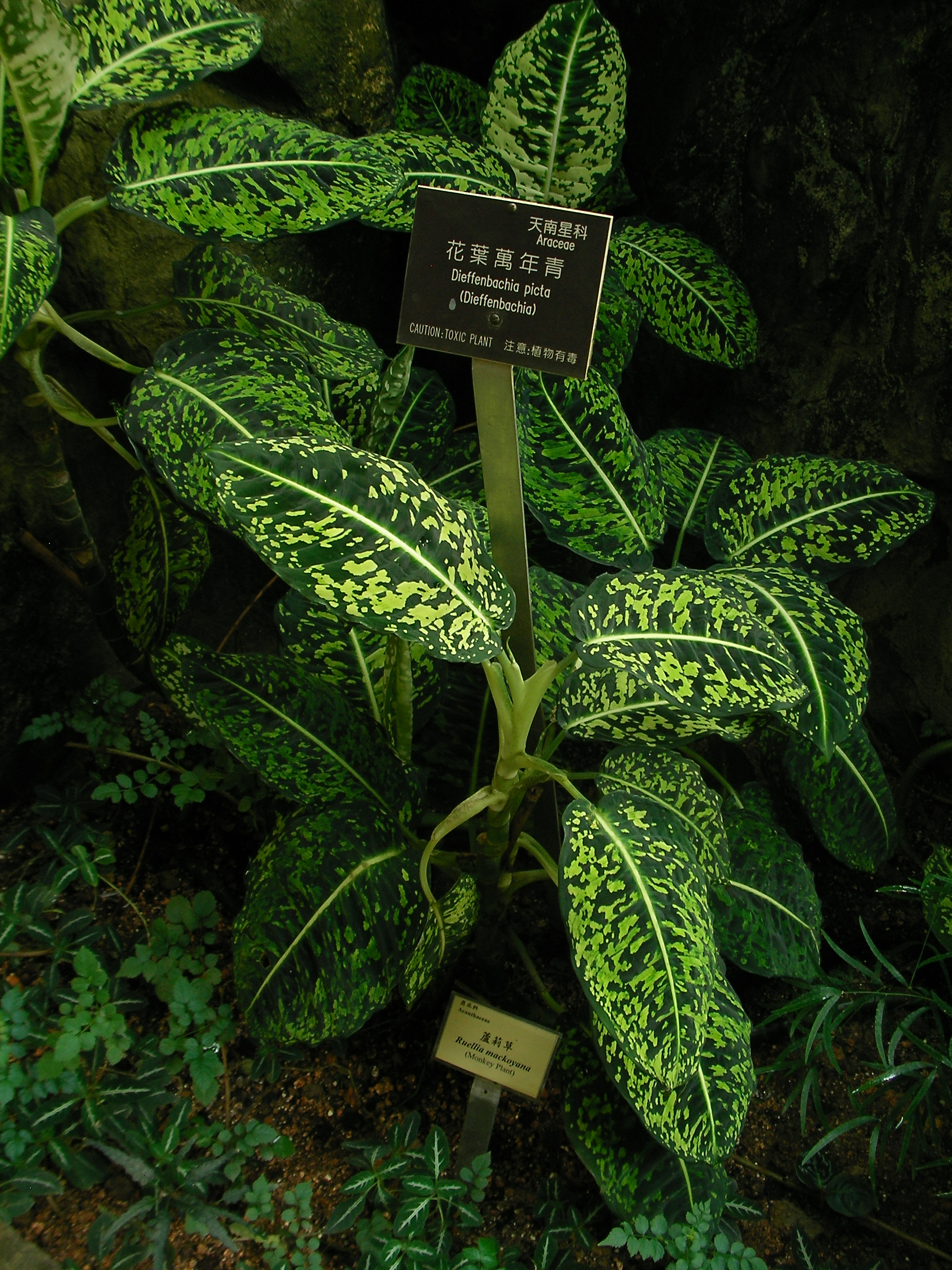
Forme tachetée

### Liste des variétés
Selon Tropicos (26 mars 2017) (Attention liste brute contenant possiblement des synonymes) :
- variété Dieffenbachia seguine var. decora (Engl.) Engl.
- variété Dieffenbachia seguine var. lineata (K. Koch & C.D. Bouché) Engl.
- variété Dieffenbachia seguine var. lingulata (Schott) Engl.
- variété Dieffenbachia seguine var. liturata (Schott) Engl.
- variété Dieffenbachia seguine var. minor Engl.
- variété Dieffenbachia seguine var. nobilis (Verschaff. ex Engl.) Engl.
- variété Dieffenbachia seguine var. robusta (K. Koch) Engl.
- variété Dieffenbachia seguine var. seguine
- variété Dieffenbachia seguine var. ventenatiana (Schott) Engl.
- variété Dieffenbachia seguine var. viridis (Engl.) Engl.

## Répartition
L'espèce est originaire d'Amérique du Sud, plus exactement des secteurs géographiques suivants : Mexique, Brésil, Caraïbes, Costa Rica, Salvador, Guatemala, Honduras, Nicaragua, Guyanes, Suriname, Venezuela, Bolivie, Colombie, Équateur Île de la Réunion 

## Classification
Cette espèce a été décrite en 1760 par le botaniste néerlandais Nikolaus Joseph von Jacquin (1727-1817) sous le basionyme de Arum seguine, puis recombinée dans le genre Dieffenbachia en 1829 par le botaniste autrichien Heinrich Wilhelm Schott (1794-1865), directeur du jardin botanique au château de Schönbrunn, à Vienne. Le genre est un hommage à son jardinier en chef, Joseph Dieffenbach (de) (1796–1863),.
En classification classique de Cronquist (1981) l'espèce fait partie des Aracées. En classification phylogénétique APG IV (2016), elle fait partie des Aracées de la sous-famille des Aroideae, Tribu des Dieffenbachieae.